# نيكي لاو
نيكي لاو (6 يناير 1992 باسكتلندا في المملكة المتحدة - ) (بالإنجليزية: Nicholas Low)‏ هو لاعب كرة قدم بريطاني في مركز الدفاع. شارك مع منتخب اسكتلندا تحت 17 سنة لكرة القدم. أما مع النوادي، فقد لعب مع نادي أبردين ونادي ألوا أثليتيك ونادي دندي وفورفار أثلتيك ‏.

## وصلات خارجية
- نيكي لاو على موقع قاعدة بيانات كرة القدم.إي يو (الإنجليزية)
- نيكي لاو على موقع Soccerbase.com (لاعب) (الإنجليزية)
- نيكي لاو على موقع Soccerway.com (الإنجليزية)